# Mario Camus
Mario Camus García (Santander, 1935. április 20. – Santander, 2021. szeptember 18.) Goya-díjas spanyol filmrendező és forgatókönyvíró.

## Fiatalkora
Jogot tanult, de otthagyta az iskolát. 
1956-ban belépett az IIEC-be (ma: EOC). Itt 1963-ban rendező lett, vizsgafilmje az El borracho (1962) volt. Az IFI cég szerződtette.

## Munkássága
A spanyol új hullám másik vezéralakjával, Carlos Saurával több ízben dolgozott együtt mint forgatókönyvíró. Az 1960-as évek elején több filmet készített Saurával, ezek közé tartozik a Banditasirató (1964). Első játékfilmje az 1963-as Los farsantes volt. Főleg a fiatalság problémái, az 1970-es évekbeli kortárs spanyol társadalom helyzete foglalkoztatta. Munkatársa volt többek között Basilio Martín Patino, Jose Luis Borau, Julio Diamante, Miguel Picazo és Manuel Summers. 
Több neves író művét is megfilmesítette: Pedro Calderón de la Barca és Lope de Vega (La leyenda del alcalde de Zalamea, 1972), Ignacio Aldecoa (Young Sánchez, 1964; Con el viento solano, 1967; Los pájaros de Baden-Baden, 1975), Benito Pérez Galdós (Fortunata y Jacinta, 1980), Camilo José Cela (A méhkas, 1982), Miguel Delibes (Ártatlanok, 1984), Federico García Lorca (Bernarda Alba háza, 1987).

## Filmográfia

### Film
| Év   | Magyar cím               | Eredeti cím                           | Feladatkör | Feladatkör |
| Év   | Magyar cím               | Eredeti cím                           | Rendező    | Író        |
| ---- | ------------------------ | ------------------------------------- | ---------- | ---------- |
| 1960 | A csavargók              | Los golfos                            | Nem        | Igen       |
| 1962 |                          | El borracho (rövidfilm)               | Igen       | Igen       |
| 1962 |                          | Los farsantes                         | Igen       | Igen       |
| 1962 |                          | La suerte (rövidfilm)                 | Igen       | Igen       |
| 1964 |                          | Young Sánchez                         | Igen       | Igen       |
| 1964 | Banditasirató            | Llanto por un bandido                 | Nem        | Igen       |
| 1965 |                          | La visita que no tocó el timbre       | Igen       | Igen       |
| 1965 |                          | El que ensena (rövidfilm)             | Nem        | Igen       |
| 1965 |                          | Muere una mujer                       | Igen       | Igen       |
| 1966 |                          | Con el viento solano                  | Igen       | Igen       |
| 1966 |                          | Cuando tú no estás                    | Igen       | Igen       |
| 1967 |                          | Soledad                               | Igen       | Nem        |
| 1967 |                          | Al ponerse el sol                     | Igen       | Igen       |
| 1968 |                          | Volver a vivir                        | Igen       | Igen       |
| 1968 |                          | Digan lo que digan                    | Igen       | Nem        |
| 1969 |                          | Esa mujer                             | Igen       | Nem        |
| 1970 |                          | Chicas de club                        | Nem        | Igen       |
| 1970 | A szél dühe              | La colera del viento                  | Igen       | Igen       |
| 1973 | A zalameai bíró          | La leyenda del alcalde de Zalamea     | Igen       | Nem        |
| 1975 |                          | Los pájaros de Baden-Baden            | Igen       | Igen       |
| 1975 |                          | La joven casada                       | Igen       | Igen       |
| 1978 |                          | Los días del pasado                   | Igen       | Igen       |
| 1982 | A méhkas                 | La colmena                            | Igen       | Nem        |
| 1983 | Börtönviselt úriember    | Truhanes                              | Nem        | Igen       |
| 1984 | Ártatlanok (Aprószentek) | Los santos inocentes                  | Igen       | Igen       |
| 1985 |                          | Luces de bohemia                      | Nem        | Igen       |
| 1985 |                          | La vieja música                       | Igen       | Igen       |
| 1985 |                          | Marbella, un golpe de cinco estrellas | Nem        | Igen       |
| 1986 |                          | Werther                               | Nem        | Igen       |
| 1987 | Bernarda Alba háza       | La casa de Bernarda Alba              | Igen       | Igen       |
| 1987 |                          | La rusa                               | Igen       | Igen       |
| 1987 |                          | Gallego                               | Nem        | Igen       |
| 1991 |                          | Beltenebros                           | Nem        | Igen       |
| 1992 | Mint az álomban          | Después del sueño                     | Igen       | Igen       |
| 1993 | Árnyakkal csatázva       | Sombras en una batalla                | Igen       | Igen       |
| 1993 |                          | El pájaro de la felicidad             | Nem        | Igen       |
| 1994 |                          | Amor propio                           | Igen       | Igen       |
| 1996 | Külvárosok               | Adosados                              | Igen       | Igen       |
| 1996 | A kert túloldalán        | Más allá del jardín                   | Nem        | Igen       |
| 1997 | A felhők színe           | El color de las nubes                 | Igen       | Igen       |
| 1998 |                          | La vuelta de El Coyote                | Igen       | Igen       |
| 1999 |                          | La ciudad de los prodigios            | Igen       | Igen       |
| 2002 |                          | La playa de los galgos                | Igen       | Igen       |
| 2004 | Roma                     | Roma                                  | Nem        | Igen       |
| 2007 |                          | El Prado de las estrellas             | Igen       | Igen       |

### Televízió
- Cuentos y leyendas (1968)
- Si las piedras hablaran (1972–1973)
- Utak és kalandok (1973–1974)
- Paisaje con figuras (1976–1977)
- Curro Jimenez (1977–1978)
- Fortunata y Jacinta (1980)
- Los desastres de la guerra (1983)
- Lorca, muerte de un poeta (1987–1988)
- La forja de un rebelde (1990)
- La femme et le pantin (1990)

## Díjai
- berlini Arany Medve-díj (1983) Méhkas
- Goya-díj (1994) Árnyakkal csatázva
- Fipresci-díj (1996) Külvárosok
- Tiszteletbeli Goya (2011)

## Fordítás
- Ez a szócikk részben vagy egészben  a   Mario Camus című spanyol Wikipédia-szócikk fordításán alapul.  Az eredeti cikk szerkesztőit annak laptörténete sorolja fel. Ez a jelzés csupán a megfogalmazás eredetét és a szerzői jogokat jelzi, nem szolgál a cikkben szereplő információk forrásmegjelöléseként.